# Scottish FA Cup 1908/09
Der Scottish FA Cup wurde 1908/09 zum 36. Mal ausgespielt. Der wichtigste schottische Fußball-Pokalwettbewerb, der vom Schottischen Fußballverband geleitet und ausgetragen wurde, begann am 23. Januar 1909 und endete mit dem Wiederholungsfinale am 17. April 1909 im Hampden Park von Glasgow. Als Titelverteidiger startete Celtic Glasgow in den Wettbewerb. Im Finale des letzten Jahres hatten sich die Bhoys mit einem 5:1-Sieg gegen den FC St. Mirren durchgesetzt, und den fünften Titel nach 1892, 1899, 1900 und 1904 gewonnen. Im diesjährigen Endspiel um den Schottischen Pokal stand zum dritten Mal infolge Celtic. Gegner waren die Glasgow Rangers im Old-Firm-Derby. Es war nach 1894, 1899 und 1904 das 4. Finalderby der beiden Vereine aus Glasgow. Für Celtic war es die zwölfte Finalteilnahme seit deren erster im Jahr 1889, die Rangers erreichten zum neunten Mal das Endspiel. Nach einem 2:2 im ersten Finalspiel, endete das Wiederholungsfinale ebenso Unentschieden mit dem Ergebnis 1:1. Nach dem Schlusspfiff des zweiten Spiels warteten die meisten Spieler auf dem Spielfeld und die Fans gleichermaßen auf ihren Tribünen, auf eine Verlängerung. Nach den Vorschriften der SFA, war die Verlängerung allerdings nur für ein zweites Wiederholungsendspiel zulässig. Die Spieler wurden aufgefordert, das Spielfeld zu verlassen, der Platzwart entfernte bereits die Eckfahnen. Womit deutlich wurde, dass das Spiel nicht wieder angepfiffen wird. Die nach längeren warten zum Teil aufgebrachten Zuschauer der verfeindeten Mannschaften stürmten in der Folge den Platz des Hampden Park. Die Polizei versperrte den Weg zu den Umkleidekabinen der beiden Mannschaften damit die Spieler ruhig das Stadion verlassen konnten. Der Zorn der Zuschauer griff danach auf die Polizei über, so wurden Brände mit Whisky als Brennstoff gelegt und Zäune niedergerissen. Die Randalierer warfen zudem mit Messern, Steinen, Flaschen und Holzteilen die auch als Waffen benutzt wurden. Mehr als 100 Menschen wurden während der Ausschreitungen verletzt, viele von ihnen Polizisten und Feuerwehrleute; allein vierundfünfzig Polizisten. Der Aufstand wurde schließlich außerhalb des Stadions in den Straßen weitergeführt. Die sich in der Nähe des Stadions befindlichen Häuser wurden dabei beschädigt. Der Aufstand dauerte mehr als zwei Stunden. Der schottische Verband entschied das 2. Wiederholungsfinalspiel nicht auszutragen, womit der Titel nicht vergeben wurde. Der FC Queen’s Park, dessen Heimstadion, der Hampden Park, beschädigt wurde, erhielt vom schottischen Verband £500. (Währungswert nicht bekannt) Celtic und die Rangers wurden zu einer Strafzahlung von je £150 verurteilt. Von verschiedenen schottischen Fußballhistorikern erklärt gilt es als eines der bedeutenden Spiele in der Entwicklung der Celtic-Rangers Rivalität. Es ging als Riot at Hampden  in die schottische Fußballgeschichte ein. Celtic gewann in der Liga zum fünften Mal infolge die schottische Meisterschaft.

## 1. Runde
Ausgetragen wurden die Begegnungen am 23. Januar 1909. Die Wiederholungsspiele fanden am 30. Januar und am 3., 4. und 5. Februar 1909 statt.
|                       | Ergebnis |                       |
| --------------------- | -------- | --------------------- |
| Alloa Athletic        | 2:2      | FC St. Mirren         |
| Broxburn Athletic     | 1:1      | FC Beith              |
| FC Clyde              | 4:0      | FC Dykehead           |
| FC Dundee             | 9:0      | FC Ayr Parkhouse      |
| FC Falkirk            | 2:1      | FC East Stirlingshire |
| Hamilton Academical   | 0:0      | FC Queen’s Park       |
| Heart of Midlothian   | 2:1      | FC Kilmarnock         |
| Hibernian Edinburgh   | 2:1      | FC Ayr                |
| Leith Athletic        | 2:4      | Celtic Glasgow        |
| Greenock Morton       | 0:4      | FC Aberdeen           |
| FC Motherwell         | 6:1      | Elgin City            |
| Port Glasgow Athletic | 5:0      | FC Dunblane           |
| FC St. Johnstone      | 0:3      | Glasgow Rangers       |
| Third Lanark          | 5:1      | Brechin City          |
| FC Vale of Leven      | 0:0      | Airdrieonians FC      |
| FC West Calder Swifts | 0:0      | Partick Thistle       |

### Wiederholungsspiele
|                  | Ergebnis |                       |
| ---------------- | -------- | --------------------- |
| Airdrieonians FC | 1:0      | FC Vale of Leven      |
| FC Beith         | 0:0      | Broxburn Athletic     |
| Partick Thistle  | w/o      | FC West Calder Swifts |
| FC Queen’s Park  | 2:0      | Hamilton Academical   |
| FC St. Mirren    | 5:0      | Alloa Athletic        |

### 2. Wiederholungsspiel
|          | Ergebnis     |                   |
| -------- | ------------ | ----------------- |
| FC Beith | *1:1 n. V. * | Broxburn Athletic |

### 3. Wiederholungsspiel
|          | Ergebnis     |                   |
| -------- | ------------ | ----------------- |
| FC Beith | *1:1 n. V. * | Broxburn Athletic |

### 4. Wiederholungsspiel
|          | Ergebnis |                   |
| -------- | -------- | ----------------- |
| FC Beith | *4:2 *   | Broxburn Athletic |

## Achtelfinale
Ausgetragen wurden die Begegnungen am 6. Februar 1909. Das Wiederholungsspiel fand am 13. Februar 1909 statt. Der FC Beith absolvierte sein viertes Spiel innerhalb von vier Tagen.
|                  | Ergebnis |                       |
| ---------------- | -------- | --------------------- |
| Airdrieonians FC | 2:0      | Heart of Midlothian   |
| Celtic Glasgow   | 4:0      | Port Glasgow Athletic |
| FC Clyde         | 1:0      | Hibernian Edinburgh   |
| FC Dundee        | 0:0      | Glasgow Rangers       |
| FC Motherwell    | 1:3      | FC Falkirk            |
| FC Queen’s Park  | 3:0      | Partick Thistle       |
| FC St. Mirren    | 3:0      | FC Beith              |
| Third Lanark     | 4:1      | FC Aberdeen           |

### Wiederholungsspiel
|                 | Ergebnis |           |
| --------------- | -------- | --------- |
| Glasgow Rangers | 1:0      | FC Dundee |

## Viertelfinale
Ausgetragen wurden die Begegnungen am 20. Februar 1909.
|                 | Ergebnis |                  |
| --------------- | -------- | ---------------- |
| Celtic Glasgow  | 3:1      | Airdrieonians FC |
| FC Clyde        | 3:1      | FC St. Mirren    |
| Glasgow Rangers | 1:0      | FC Queen’s Park  |
| Third Lanark    | 1:2      | FC Falkirk       |

## Halbfinale
Ausgetragen wurden die Begegnungen am 20. März 1909. Das Wiederholungsspiel fand am 27. März 1909 statt.
|                | Ergebnis |                 |
| -------------- | -------- | --------------- |
| Celtic Glasgow | 0:0      | FC Clyde        |
| FC Falkirk     | 0:1      | Glasgow Rangers |

### Wiederholungsspiel
|                | Ergebnis |          |
| -------------- | -------- | -------- |
| Celtic Glasgow | 2:0      | FC Clyde |

## Finale
| Glasgow Rangers                          | Glasgow Rangers | Celtic Glasgow | Celtic Glasgow |
| ---------------------------------------- | --- | --- | -------------- |
| Glasgow Rangers                          | \| Finale \| \| 10. April 1909 in Glasgow (Hampden Park) \| \| Ergebnis: 2:2 (0:1) \| \| Zuschauer: 70.000 \| \| Schiedsrichter: n. b. \| \| Spielbericht \|                      | \| Finale \| \| 10. April 1909 in Glasgow (Hampden Park) \| \| Ergebnis: 2:2 (0:1) \| \| Zuschauer: 70.000 \| \| Schiedsrichter: n. b. \| \| Spielbericht \|               | Celtic Glasgow |
| Glasgow Rangers                          | Harry Rennie – George Law, Alex Craig, John May, James Stark, Jimmy Galt, Alec Bennett, Thomas Gilchrist, Robert Campbell, Bill McPherson, Alex Smith Cheftrainer: William Wilton | Davey Adams – Alec McNair, Jimmy Weir, James Young, Joe Dodds, Jimmy Hay, Frank Munro, Jimmy McMenemy, Jimmy Quinn, Peter Somers, Davie Hamilton Cheftrainer: Willie Maley | Celtic Glasgow |
| Glasgow Rangers                          | Thomas Gilchrist Alec Bennett | Jimmy Quinn Frank Munro | Celtic Glasgow |
| Finale                                   | | |                |
| 10. April 1909 in Glasgow (Hampden Park) | | |                |
| Ergebnis: 2:2 (0:1)                      | | |                |
| Zuschauer: 70.000                        | | |                |
| Schiedsrichter: n. b.                    | | |                |
| Spielbericht                             | | |                |

## Wiederholungsfinale
| Glasgow Rangers                          | Glasgow Rangers | Celtic Glasgow | Celtic Glasgow |
| ---------------------------------------- | --- | --- | -------------- |
| Glasgow Rangers                          | \| Finale \| \| 17. April 1909 in Glasgow (Hampden Park) \| \| Ergebnis: 1:1 (1:0) \| \| Zuschauer: 60.000 \| \| Schiedsrichter: J. B. Stark \| \| Spielbericht \|                | \| Finale \| \| 17. April 1909 in Glasgow (Hampden Park) \| \| Ergebnis: 1:1 (1:0) \| \| Zuschauer: 60.000 \| \| Schiedsrichter: J. B. Stark \| \| Spielbericht \|              | Celtic Glasgow |
| Glasgow Rangers                          | Harry Rennie – George Law, Alex Craig, Jimmy Gordon, James Stark, Jimmy Galt, Alec Bennett, Thomas Gilchrist, Willie Reid, Bill McPherson, Alex Smith Cheftrainer: William Wilton | Davey Adams – Alec McNair, Jimmy Weir, James Young, Joe Dodds, Jimmy Hay, Willie Kivlichan, Jimmy McMenemy, Jimmy Quinn, Peter Somers, Davie Hamilton Cheftrainer: Willie Maley | Celtic Glasgow |
| Glasgow Rangers                          | 1:0 Jimmy Gordon | 1:1 Jimmy Quinn | Celtic Glasgow |
| Finale                                   | | |                |
| 17. April 1909 in Glasgow (Hampden Park) | | |                |
| Ergebnis: 1:1 (1:0)                      | | |                |
| Zuschauer: 60.000                        | | |                |
| Schiedsrichter: J. B. Stark              | | |                |
| Spielbericht                             | | |                |